# Euphorbia usambarica
Euphorbia usambarica är en törelväxtart som beskrevs av Ferdinand Albin Pax. Euphorbia usambarica ingår i släktet törlar, och familjen törelväxter.

## Underarter
Arten delas in i följande underarter:
- E. u. elliptica
- E. u. usambarica